# Mineral City (Ohio)
Pour les articles homonymes, voir Mineral City.
Mineral City est un village américain situé dans le comté de Tuscarawas, dans l'Ohio. Selon le recensement de 2010, sa population est de 727 habitants.

## Géographie
Selon le Bureau du recensement des États-Unis, le village a une superficie totale de 0,82 miles carrés (2,12 km2), entièrement terrestre.

## Histoire
Mineral City a été créé en 1853. Le village doit son nom aux gisements minéraux situés à proximité du site d'origine de la ville.